# NGC 3250D
NGC 3250D је лентикуларна галаксија у сазвежђу Шмрк (Пумпа) која се налази на NGC листи објеката дубоког неба.
Деклинација објекта је - 39° 48' 55" а ректасцензија 10h 27m 57,8s. Привидна величина (магнитуда) објекта NGC 3250 износи 13,3 а фотографска магнитуда 14,3. NGC 3250D је још познат и под ознакама ESO 317-31, MCG -7-22-11, PGC 30792.